# Wembo-Nyama
Cet article possède un paronyme, voir Wembanyama.
Wembo-Nyama, (ou Lumumbaville) est une localité du territoire de Katako-Kombe dans la province de Sankuru en République démocratique du Congo.

## Géographie
La localité est située à l'est de la route RP 807 à 107 km au nord du chef-lieu territorial Lubefu.

## Histoire
En juin 2013, la localité se voit conférer le statut de ville sous le nom de Lumumbaville, constituée de deux communes : Wembo-Nyama et Ewango.

## Administration
En 2019, la localité n'a plus le statut de ville, ni de commune rurale. Elle fait partie du secteur des Lukumbe.
En 2020, la localité a le statut de Commune de Lumumbaville. Son Bourgmestre s'appelle M. Emile Ehomba Onoya.

## Éducation
- Université Patrice Emery Lumumba de Wembo-Nyama, UPEL, université publique
- Institut Supérieur Pédagogique de Wembo-Nyama, ISP, Institution publique
- Institut Supérieur des Techniques Médicales de Wembo-Nyama, ISTM, Institution publique
- Institut Supérieur des Arts et Métiers de Wembo-Nyama, ISAM
- Institut Supérieur d'Etudes agronomiques de Wembo-Nyama, ISEA.
- Toutes ces institutions étaient créées sous l'initiative propre de l'Eglise Méthodiste Unie du Congo Central.